# Melinoessa pauper
Timana pauper là một loài bướm đêm trong họ Geometridae.